# وروتتسی
وروتتسی (به صربی: Vrutci) یک منطقهٔ مسکونی در صربستان است که در اوژیتسه واقع شده‌است. وروتتسی ۷٫۹۹ کیلومتر مربع مساحت و ۱۳۸ نفر جمعیت دارد و ۶۹۱ متر بالاتر از سطح دریا واقع شده‌است.